# Delias hidecoae
Delias hidecoae is een vlindersoort uit de familie van de Pieridae (witjes), onderfamilie Pierinae.
Delias hidecoae werd in 1993 beschreven door Nakano.